# НР-23

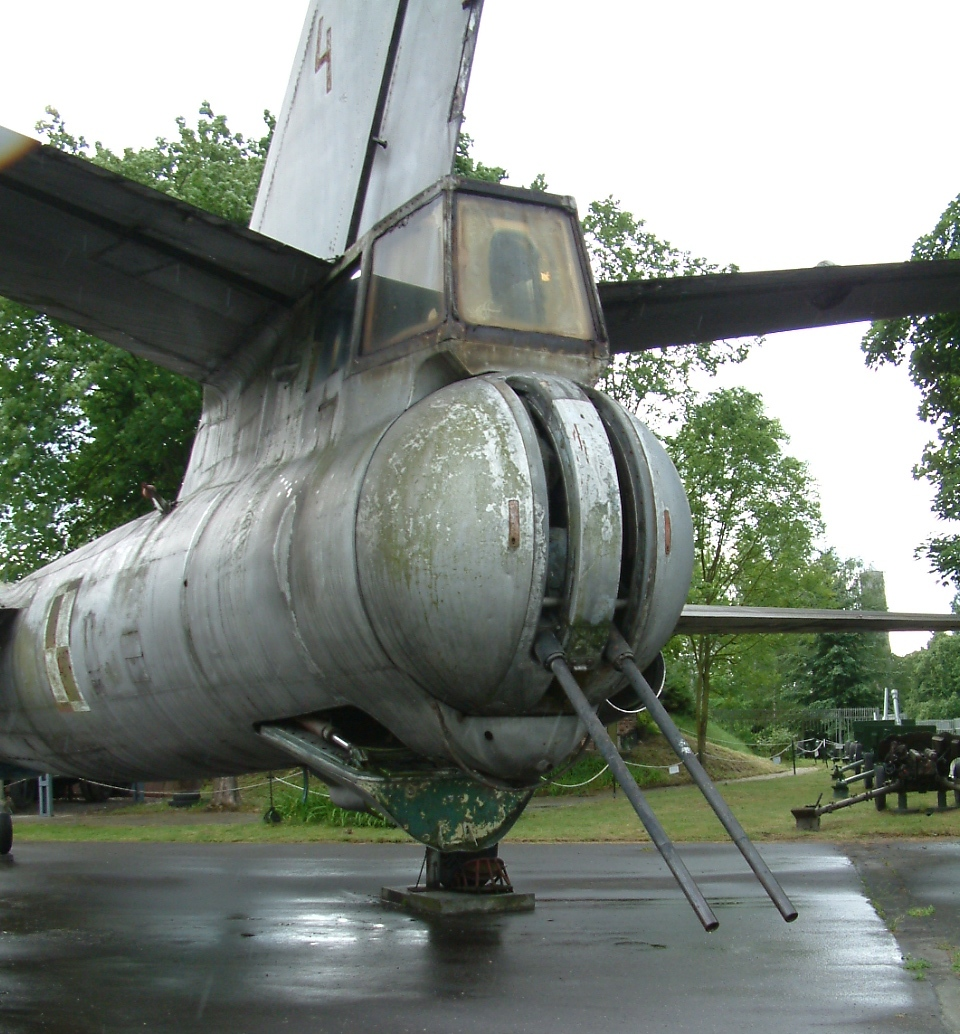
Две пушки НР-23 в кормовой турели Ил-28

НР-23 (Нудельман — Рихтер) — советская авиационная пушка калибра 23 мм.

## Разработка
В 1943 году в ОКБ-16 был разработан новый 23-мм патрон с уменьшенным зарядом, использованный при создании нескольких новых лёгких 23-мм авиапушек. На базе 14,5-мм штатного противотанкового патрона была создана путём переобжима под калибр 23 мм новая гильза. Применив штатный 23-мм снаряд (пушки ВЯ под патрон 23х152 мм) и эту гильзу, создали новый патрон. Начальная скорость снаряда массой 200 грамм в стволе длиной 1450 мм составляла 700 м/с.
Под новый патрон в 1944 году была разработана авиационная пушка НС-23, которой вооружались штурмовики Ил-10, винтомоторные истребители Ла-9 и Ла-11, а также первые советские реактивные истребители МиГ-9, МиГ-15 и Як-15. Впрочем, в связи с необходимостью дальнейшего совершенствования оборонительного вооружения развивающейся советской бомбардировочной авиации к пушкам НС-23 предъявили требования большей универсальности и симметричного двустороннего механизма подачи патронной ленты, поэтому уже в декабре 1946 года в ОКБ-16 была начата проработка на основе конструкции НС-23 первого макетного образца такой 23-мм пушки, приспособленной как для неподвижных, так и подвижных установок. Новая пушка А. Э. Нудельмана и А. А. Рихтера вскоре получила название НР-23 (Нудельман — Рихтер).
НР-23 предназначалась для замены 20-мм авиапушки Б-20 на тяжёлом бомбардировщике Ту-4 при переводе его оборонительной системы на калибр 23 мм.
Две пушки НР-23 впервые были смонтированы на Ла-15. Ла-15 с новыми пушками был принят на вооружение в 1948 году (тогда же НР-23 были запущены в серию). Пушка НР-23 под патрон НС-23 официально была принята на вооружение в 1950 году. Работы по доводке НР-23 были закончены в 1951 году (для уменьшения отдачи введён гидробуфер, также, по требованию министра вооружений Д. Ф. Устинова, живучесть ствола в течение года была увеличена с 3000 до 6000 выстрелов).

## Конструкция

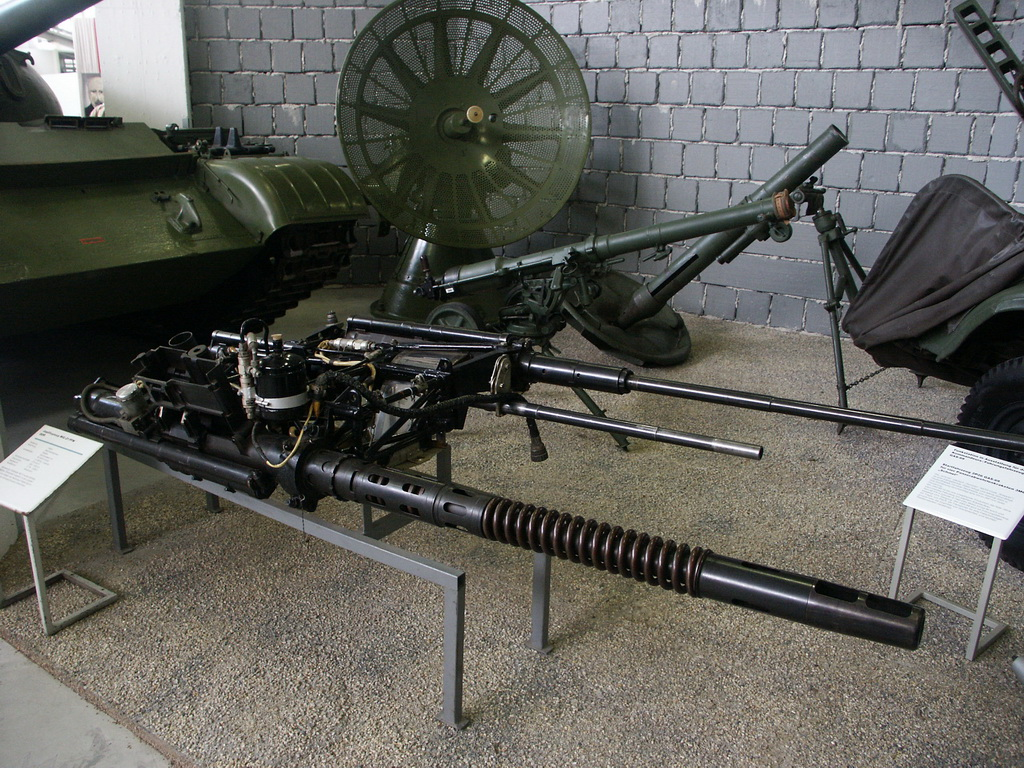
НР-23 (на заднем плане) в сравнении с Н-37 (на переднем плане) в дрезденском музее Бундесвера

Принципиальными отличиями НР-23 от своей предшественницы были двустороннее ленточное питание и больший (до 800—950 выстр./мин.) темп стрельбы. Для этого были введены ускорители отката и наката. Работа автоматики пушки основана на принципе использования энергии отдачи при коротком ходе ствола. Пушка имела двустороннее непрерывное ленточное питание. Двухсторонний механизм подачи патронной ленты значительно упростил установку пушки на самолёт, сделав её универсальной для подвижных и неподвижных установок. В течение ряда лет пушка НР-23 была основным вооружением как бомбардировочной, так и истребительной авиации. Ею вооружались самолёты Ту-4, МиГ-15бис, Ту-14 и ряд других.

## Производство
Пушки серийно производились с 1948 по 1956 год на заводах № 2 и № 525 (сейчас ОАО «Металлист-Самара»). В 1957 году производилась только сборка пушек из задела деталей. В 1948 г. было выпущено 280 пушек HP-23, в 1949 г. — 1243, в 1950 г. — 5802, в 1951 г. — 12098, в 1952 г. — 18572, в 1953 г. — 16235, в 1954 г. — 9802, в 1955 г. — 6351. Всего было изготовлено 70 383 авиапушки НР-23.

### Лицензионное производство
НР-23 производилась по лицензии в КНР под обозначением Norinco «Тип 23». Ими вооружались истребители J-5, J-6, штурмовики Q-5, а также бомбардировщики H-6.

## Самолёты, вооружённые пушкой НР-23
- Ту-4: Вооружался десятью пушками НР-23.
- Ла-15: Вооружался тремя пушками НР-23.
- Ла-168: Вооружался двумя пушками НР-23
- Як-23: Вооружался двумя пушками НР-23.
- Як-28: первые серии. Вооружался пушкой НР-23.
- МиГ-15бис: Вооружался двумя пушками НР-23 и одной Н-37
- МиГ-17: Вооружался двумя пушками НР-23 и одной Н-37 (кроме МиГ-17ПФУ, который пушечного вооружения не имел. Миг-17ПФ три пушки НР-23).
- МиГ-19: Первый серийный вариант МиГ-19 вооружался тремя пушками НР-23. Перехватчик МиГ-19П имел две пушки НР-23.
- Ил-10: Последний серийный вариант штурмовика Ил-10М вооружался четырьмя пушками НР-23 установленными в консолях крыла.
- Ил-28: Две пушки НР-23 вдоль бортов внизу носовой части и две НР-23 в кормовой оборонительной турели.
- Бе-6: Вооружался пятью пушками НР-23, одна в носовой установке Н-2, две в палубной ДТ-В8 и две в кормовой турели.

## Другие применения
Модифицированную НР-23 установили на первые три советские военные орбитальные станции «Алмаз».

## Боеприпасы
- БЗ патрон с бронебойно-зажигательным снарядом массой 200 г, содержавшим 5-7 г зажигательного вещества, нет взрывателя. Бронепробитие по нормали 25-мм брони на дистанции 200 м.
- ОЗ патрон с осколочно-зажигательным снарядом массой 200 г, содержавшим 13-15 г взрывчатого вещества с головным взрывателем А-23.